# Paul Nerfin
Paul Nerfin, né le 12 octobre 1893 à Aubonne, mort le 25 septembre 1965 à Saint-Prex est une personnalité politique suisse membre du parti radical-démocratique.

## Biographie
Tout d'abord gérant d'un magasin de vêtements, il se lance en politique et est élu en 1931 à l'exécutif de la commune d'Abonne en qu'il dirige de 1934 à 1946. Il est également élu au Grand Conseil de 1931 à 1946 et au Conseil national de 1943 à 1946. En 1946, il est élu pour 4 ans au Conseil d'État (Vaud) où il prend en charge le département des finances.
À la fin de ses mandats politiques, il devient directeur de la Banque cantonale vaudoise, poste qu'il occupe de 1950 à 1961. Il est membre du conseil général de cette même société dès 1941,. 